# Скоростная железная дорога Гуанчжоу — Шэньчжэнь — Гонконг

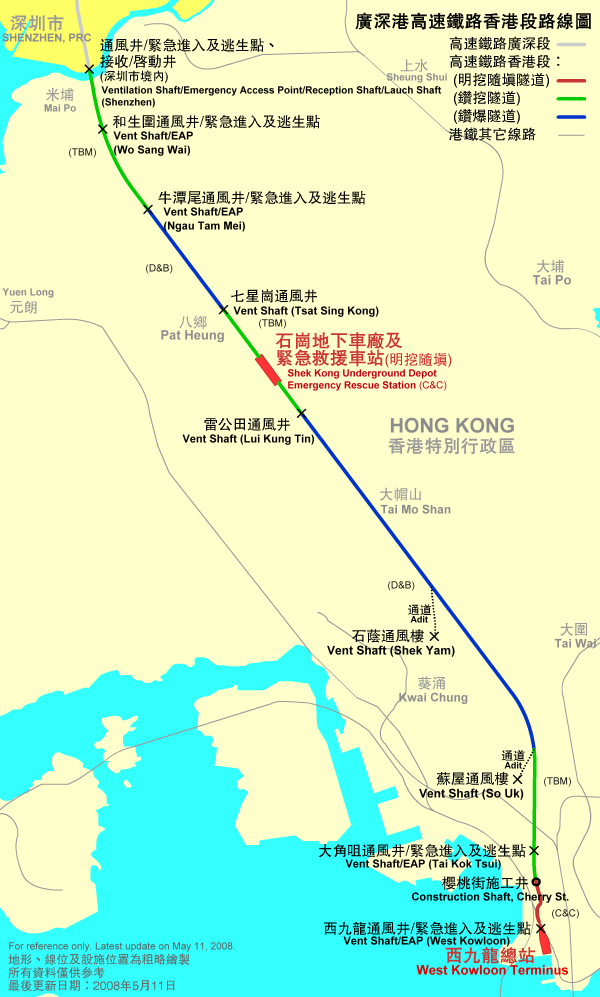
Гонконгская секция

Высокоскоростная железная дорога Гуанчжоу — Шэньчжэнь — Гонконг (которая сокращённо называется Гуаншэньган-экспресс) соединяет высокоразвитый экономический регион юга Китая — город Цзюлун (Гонконг), город Шэньчжэнь, район Паньюй в провинции Гуандун и город Гуанчжоу (столицу провинции Гуандун). Дорога является частью высокоскоростной магистрали Пекин — Гонконг. Основная часть дороги введена в строй в декабре 2011 года, небольшой участок от центра Шэньчжэня до КПП Футянь с Гонконгом — в декабре 2015 года, а оставшийся небольшой участок до Цзюлуна сдаётся к концу 2018 года.
В Шэньчжэне дорога соединяется с Прибрежной высокоскоростной пассажирской линией Шанхай — Ханчжоу — Фучжоу — Шэньчжэнь.

## Секции
Дорога разделяется на две секции, на которых имеется 5 станций на основной территории Китая и одна станция на территории Гонконга. Гуаншэньская секция (Гуанчжоу — Шэньчжэнь) была открыта для пассажиров 26 декабря 2011 года. Продление на 14 километров до пограничного перехода на станции Футянь было сдано через 4 года, а гонконгская секция далее завершается ещё через 3 года.
Полная длина дороги составляет 142 километра, а время проезда от станции Цзюлун-Западный до Гуанчжоу-Южный займёт 48 минут. Далее можно продолжить путь по скоростной дороге Ухань — Гуанчжоу до Уханя и далее до Пекина.

### Гуаньшэньская секция
Гуаньшэньская секция дороги соединяет Гуанчжоу, Дунгуань и Шэньчжэнь в провинции Гуандун. Полная длина секции — 116 километров, время в пути до станции Футянь — 36 минут. По этой секции будут ходят поезда со скоростью до 350 км/час.
Строительство осуществлялось правительством провинции Гуандун и Министерством железных дорог Китая. В конце 2011 была открыта основная часть дороги до станции Шэньчжэнь. Оставшийся отрезок до Футяня предполагалось завершить в 2012 году, но он был открыт позже на 3 года по причине встретившихся трудностей.
Между станциями Гуанчжоу-Южный и Шэньчжэнь-Северный построены ещё три станции — Дунчун, Хумэнь, Гуанмин. В Шэньчжэне специально сооружённый новый северный вокзал расположен в районе Лунхуа.
Шэньчжэнь-Северный соединён с скоростной дорогой на Сямынь, которая продолжается далее до Шанхая в виде Прибрежной высокоскоростной пассажирской линии.
В процессе строительства дороги был проложен 10.8-километровый Шицзыянский туннель под Жемчужной рекой между станциями Дунчун и Хумэнь.

### Гонконгская секция
Гонконгская секция дороги будет 26 км длиной, преимущественно через туннели. Скорость движения будет ограничена 200 км/час. Проезда до Цзюлуна-Западного от Шэньчжэня занимает около 12 минут.

#### Протесты по поводу гонконгской секции
В Гонконге имеется оппозиция, которая противится строительству этой секции дороги и устраивает акции протеста с 2009 года Широкомасштабная акция протеста была в январе 2010 года.
Несмотря на протесты, гонконгское правительство выделило 66.9 миллиардов гонконгских долларов (8.6 миллиардов долларов США) большинством 31 против 21 голоса.